# Meranjat Ilir
Meranjat Ilir is een bestuurslaag in het regentschap Ogan Ilir van de provincie Zuid-Sumatra, Indonesië. Meranjat Ilir telt 1359 inwoners (volkstelling 2010).